# Прам, Луи
Жан Луи Франсуа Филипсен Прам (дат. Jean Louis Francois Philipsen Prahm; 15 сентября 1912, Проболинго, Восточная Ява — 4 декабря 2003, Саннивейл, Калифорния) — датский хоккеист на траве, нападающий. Участник летних Олимпийских игр 1936 года.

## Биография
Луи Прам родился 15 сентября 1912 года в городе Проболинго в Нидерландской Ост-Индии (сейчас в Индонезии) в датско-нидерландской семье.
В молодости переехал в Данию. Играл в хоккей на траве за «Ориент» из Конгенс Люнгбю.
В 1936 году вошёл в состав сборной Дании по хоккею на траве на летних Олимпийских играх в Берлине, поделившей 7-9-е места. Играл на позиции нападающего, провёл 4 матча, забил 1 мяч в ворота сборной Афганистана.
В 1928—1936 годах провёл за сборную Дании 9 матчей.
В 1956 году эмигририровал в США, где работал инженером.
Умер 4 декабря 2003 года в американском городе Саннивейл в штате Калифорния.

## Семья
Старший брат — Петер Прам (1908—2003), швейцарский хоккеист на траве. Участник летних Олимпийских играх 1928 года.